# TBIH Financial Services Group NV
TBIH Financial Services BV este o companie cu sediul în Amsterdam, Olanda care are ca obiect de activitate pensiile și asigurările.
Compania a fost înființată în anul 1998.
Grupul activează în România în domeniul asigurărilor de viață, al leasingului și al creditelor de consum.
TBIH este deținut în proporție de 60% de compania de asigurări Vienna Insurance Group.
TBIH Financial Services deține 50% din acțiunile societății Omniasig Asigurări de Viață.
TBIH deține și TBI Leasing, o companie specializată în leasing financiar, care la rândul ei deține TBI Credit IFN, un jucător de top pe piața creditelor de consum din România.
TBIH deține și pachetul majoritar de 65,195% din acțiunile societății de administrare a fondurilor de investiții SIRA.
Societatea SIRA administrează fondul de acțiuni Omnivest și fondul cu plasamente diversificate FCEx.